# Шнитцлер, Конрад
Конрад Шнитцлер (нем. Conrad Schnitzler, 17 марта 1937, Дюссельдорф, Рейнская провинция — 4 августа 2011, Берлин) — плодовитый немецкий музыкант, связанный с западнонемецким движением «краут-рок» 1970-х годов. Соучредитель западноберлинской Zodiak Free Arts Lab, он был одним из первых участников Tangerine Dream (1969—1970) и основателем группы Kluster. Он покинул Kluster в 1971 году, сначала работая со своей группой Eruption, а затем сосредоточившись на сольных работах. Шнитцлер участвовал в нескольких совместных проектах с другими электронными музыкантами.

## Биография
Шнитцлер родился в Дюссельдорфе. Его отец был немцем, мать — итальянкой. У него была жена, и у них было трое детей, один из которых — сын Грегор Шнитцлер, родившийся в 1964 году в Берлине и являющийся кинорежиссёром.
Шнитцлер, Дитер Мёбиус и Ханс-Йоахим Роделиус основали Kluster в 1969 году после того, как все трое встретились в Zodiak Free Arts Lab. Это трио выпустило три альбома: Klopfzeichen (1970), Zwei-Osterei (1971) и Eruption (1971). Когда Шнитцлер покинул группу, Роделиус и Мёбиус объединились в Cluster. Примерно в это же время Шнитцлер также присоединился к Tangerine Dream для записи их дебютного альбома Electronic Meditation (1970).
Шнитцлер написал вступительную музыку для дебютного EP норвежской блэк-метал группы Mayhem Deathcrush в 1987 году, после встречи с гитаристом-подростком Евронимусом в середине 1980-х. Инструментальный трек под названием «Silvester Anfang» был случайным образом выбран из архива незавершённых работ Шнитцлера. Эта пьеса до сих пор исполняется на большинстве концертов группы. В течение многих лет Шнитцлер появлялся в комиксах Мэтта Ховарта (в частности, Savage Henry) как участник группы The Bulldaggers. Его работа 2006 года Moon Mummy с англ. — «Лунная мумия» — это совместное творчество с Мэттом Ховартом, основанная на включённом PDF-комиксе.
Шнитцлер умер от рака желудка 4 августа 2011 года в Берлине.

## Дискография
| 1970 - Electronic Meditation (вместе с Tangerine Dream) - Klopfzeichen (вместе с Kluster) 1971 - Zwei-Osterei (вместе с Kluster) - Schwarz (a.k.a. Eruption) 1973 - Rot - Slowmotion 1974 - Blau - Work in Progress - The Red Cassette - The Black Cassette 1978 - Con 1980 - Auf Dem Schwarzen Kanal (EP) - Consequenz (вместе с Вольфгангом Зайделем) - Die wandelnde Klangwolke aus Berlin 1981 - Contempora - Con 3 - Conrad & Sohn (вместе с Грегором Шнитцлером) - Conal - Control - Gelb (переиздание The Black Cassette в виде LP) - Grün - Context 1982 - Convex - The Russians are Coming (EP, вместе с Петером Бауманном) - Container 1983 - Con 3.3.83 1984 - Con '84 1985 - Con '85 1986 - Concert - Consequenz II (вместе с Вольфгангом Зайделем) - Micon in Italia (вместе с Михаэлем Отто) - Face on Radio (вместе с Вольфгангом Герцем) - Con '86 - GenCon Productions (вместе с Gen Ken Montgomery) - Conversion Day 1987 - Congratulacion - Contrasts (вместе с Вольфгангом Герцем) - Black Box 1987 - Contra-Terrene - Conditions of the Gas Giant - Deathcrush (Silvester Anfang intro) (вместе с Mayhem) 1988 - ConGen: New Dramatic Electronic Music (вместе с Gen Ken Montgomery) - CS 1 — CS 13: January 1988 — December 1988 - Concho (вместе с Михаэлем Хохолаком) - GenCon Dramatic (GenCon Live) (вместе с Gen Ken Montgomery) 1989 - Constellations - CS 89/1 — CS 89/12: January 1989 — December 1989 - The Cassette Concert (вместе с Gen Ken Montgomery) 1990 - Kynak (Camma) (вместе с Джанкарло Тониутти) - CS 90/1 — CS 90/12: January 1990 — December 1990 - Confidential Tapes - 00/001 — 00/004: Confidential Tapes 1991 - Contempora 00/014 — 00/031 1992 - Tolling Toggle (вместе с Йоргом Томазиусом) - Tonart Eins (вместе с Tonart) - Ballet Statique (переиздание Con) - Contempora 00/032 — 00/039 1993 - Clock Face (вместе с Йоргом Томазиусом) - Tonart Zwei (вместе с Tonart) - Con Brio - Contempora 00/040 — 00/044 | 1994 - Blue Glow - Con Repetizione - Contempora 00/045 — 00/053 1995 - Charred Machinery - Electronegativity 1997 - 00/106 - The Piano Works 1 - 00/44 1999 - Construction - 00/071: Piano - 00/063: Piano - Con/Solo/1 - 00/121: Piano - 00/139: Concert - Con/Solo/2 - Computer Jazz 2000 - The 88 Game - 5.5.85 (Concert) 2001 - Conal2001 - Acon (вместе с Хансом-Йоахимом Роделиусом) - 00/142-8 — MHz Records. Germany 2002 - Con '72 2003 - Live Action 1997 - Gold - Contakt 2004 - Con '72 Part II 2005 - Mi.T.-Con 04 (вместе Майклом Томасом Роу) 2006 - Moon Mummy - Zug - Aquatic Vine Music (вместе Майклом Томасом Роу) - Conviction - Con 2+ - ElectroCon - Klavierhelm - Trigger Trilogy 2007 - Mic + Con 07 (вместе Майклом Томасом Роу) 2008 - Kluster 2007 (вместе Майклом Томасом Роу и Масато Ооямой) - rare tracks 1979—1982 (вместе с Remixes by Dompteur Mooner) Erkrankung durch Musique Records - 20070709 (вместе с Бернхардом Вустхайнрихом) 2009 - Aquafit (вместе с Big Robot) — Karisma. Норвегия - Kluster 2008: Three Olympic Cities Mix (вместе Майклом Томасом Роу и Масато Ооямой) - Horror Odyssee (вместе с Big Robot) — TIBProd. Италия 2010 - Kluster 2009: Three Voices (вместе Майклом Томасом Роу и Масато Ооямой) 2011 - Consequenz 010B (вместе с Вольфгангом Зайделем) — Mirror Tapes - Kluster CMO 2010 (вместе Майклом Томасом Роу и Масато Ооямой) - Against The Grain (вместе с Håvard Tveito, Ole Christensen, Kjetil Manheim, Johannes Stockhausen Hektoen, Fredrik Owesen, Tord Litleskare, Nils Martin Haugfoss, Marius Håndlykken, Shawn Ytterland and Vigleik Skogerbø) 2012 - Endtime 2015 - GEN CON Barbarella (вместе с Gen Ken Montgomery, Arvo Zylo, Мамой Бэр, Коммиссаром Хюлером) — Psych.KG - GEN CON FLUX (вместе с Gen Ken Montgomery, Мамой Бэр & Коммиссаром Хюлером) — Psych.KG - genconhjulachinsky (вместе с Gen Ken Montgomery, Стивом Далачински & Коммиссаром Хюлером) — Psych.KG 2016 - Kontraktion (вместе с Pharmakustik) — Rotorelief. Франция 2018 - Extruder (вместе с Pharmakustik) — Rotorelief. Франция 2021 - Schubkraft (вместе с Pharmakustik) — Rotorelief. Франция |